# Internationales Zentrum für Graphische Kunst

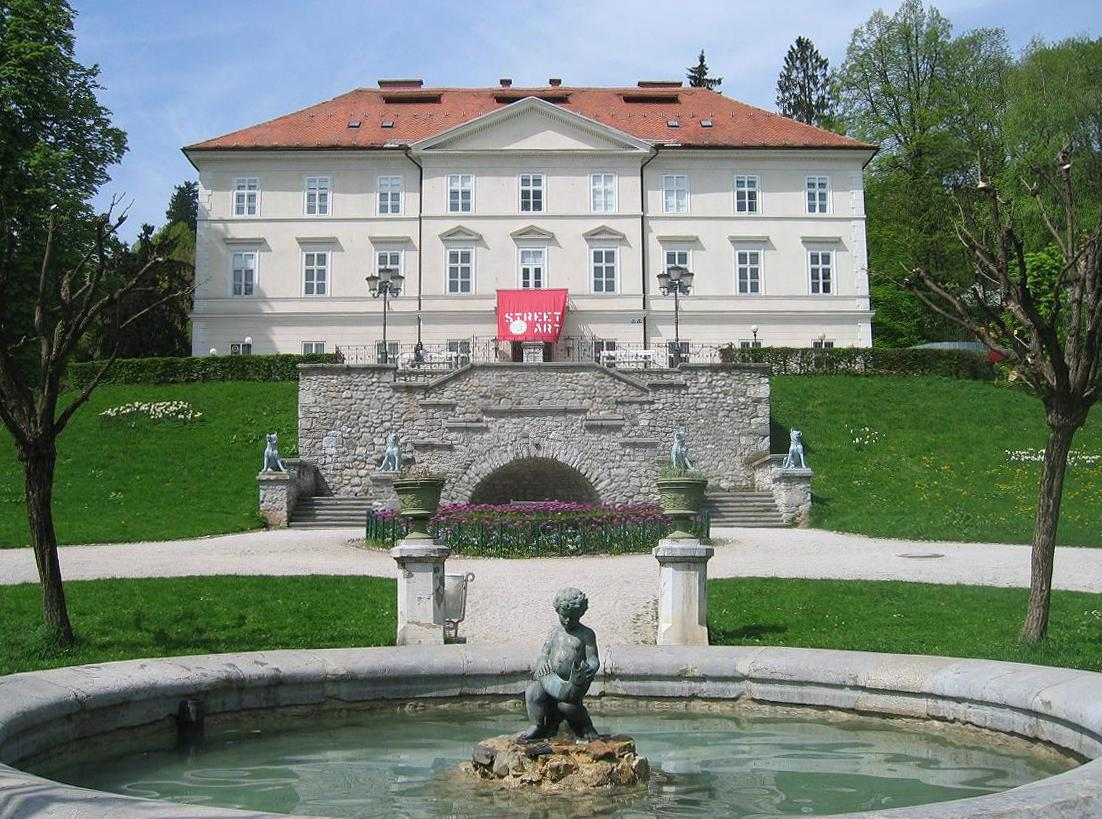
Internationales Zentrum für Graphische Kunst im Schloss Tivoli (Ljubljana)

Das Internationale Zentrum für Graphische Kunst (slowenisch: Mednarodni grafični likovni center MGLC, englisch: International Centre of Graphic Arts) ist ein Museum für Graphische Kunst der Gegenwart mit Sitz im Schloss Tivoli in Ljubljana (Slowenien). Schwerpunkte der Arbeit sind die Organisation der Ljubljana Biennial of Graphic Arts, die eigene Graphiksammlung und künstlerische Arbeit in eigenen Ateliers.

## Ljubljana Biennial of Graphic Arts
Gegründet im Jahr 1955 ist die Grafik-Biennale Ljubljana eine der ältesten Biennalen der Welt. Zu den Initiatoren gehörte Božidar Jakac. Mit ihren Aktivitäten stellte sie Ljubljana und die slowenische Kunst in einen globalen Kontext, beeinflusste die Entwicklung vieler ähnlicher Veranstaltungen auf der ganzen Welt und schuf ein aktives Netzwerk für den Erfahrungsaustausch im Bereich der grafischen Künste. Als Organisator der Ljubljana Biennial of Graphic Arts kümmert sich das MGLC um die Bewahrung und Erforschung des Erbes dieser Veranstaltung. Das Internationale Zentrum für Graphische Kunst ist Mitglied der International Biennial Association (IBA) und seit 2018 Teil des internationalen Projekts Perennial Biennial.

## Graphiksammlung
Neben den Biennalen beherbergt die MGLC die Slowenische und die Weltgraphiksammlung. Dem Zentrum gelang es, entweder durch Ankauf oder in Form von Spenden eine umfangreiche Sammlung von Museumsmaterial zu erhalten, die etwa 3.500 grafische Blätter und 400 Autorenbücher und andere Kunstpublikationen umfasste. Darüber hinaus ist die MGLC eine Institution, die künstlerische Grafiken aktiv fördert und veröffentlicht. Die beiden Ateliers – eines für Tiefdruck und das andere für Siebdruck – sind sowohl für slowenische als auch für ausländische Künstler bestimmt. Das Zentrum ist Herausgeber von Originalgrafiken sowie von Biennale- und anderen Ausstellungskatalogen.